# Gloria in excelsis Deo
Gloria in Excelsis Deo (expressió llatina que significa "Glòria a Déu a dalt de tot" o "Glòria a Déu a dalt del cel") és un himne emprat per l'Església Catòlica per a enaltir la Santíssima Trinitat. El nom li ve del primer vers, i també és conegut com a himne angèlic o doxologia major. El mateix himne és usat per l'Església Luterana i en altres esglésies cristianes.
L'himne està basat en l'Evangeli segons Lluc 2,14 on un àngel anunciador aparegué als pastors i els anuncià el naixement de Jesús de Natzaret. L'himne també incorpora versos del Salm 145 i 119. És un dels himnes més coneguts i cèlebres de l'Església Catòlica que segons aquesta, data del segle i.

## Text
| En llatí Gloria in excelsis Deo et in terra pax hominibus bonae voluntatis. Laudamus Te. Benedicimus Te. Adoramus Te. Glorificamus Te. Gratias agimus Tibi propter magnam gloriam tuam. Domine Deus Rex caelestis, Deus Pater omnipotens. Domine Fili unigenite, Iesu Christe. Domine Deus Agnus Dei, Filius Patris. Qui tollis peccata mundi, miserere nobis. Qui tollis peccata mundi, suscipe deprecationem nostram. Qui sedes ad dexteram Patris, miserere nobis. Quoniam Tu solus Sanctus. Tu solus Dominus. Tu solus altissimus, Iesu Christe. Cum Sancto Spiritu in gloria Dei Patris. Amen Acclamationem Dei ad Vesperas Gloria Patri et Filio, et Spiritui Sancto. Sicut erat in principio, et nunc et semper et in saecula saeculorum. Amen | En català Glòria a Déu a dalt del cel, i a la terra pau als homes que estima el Senyor. Us lloem. Us beneïm. Us adorem. Us glorifiquem. Us donem gràcies per la vostra immensa glòria, Senyor Déu, Rei celestial, Déu Pare omnipotent, Senyor, Fill unigènit, Jesucrist, Senyor Déu, Anyell de Déu, Fill del Pare, vós, que lleveu el pecat del món, tingueu pietat de nosaltres; vós, que lleveu el pecat del món, acolliu la nostra súplica; vós, que seieu a la dreta del pare, tingueu pietat de nosaltres, perquè vós sou l'únic Sant, vós l'únic Senyor, vós l'únic Altíssim, Jesucrist, amb l'Esperit Sant, en la glòria de Déu Pare. Amén |